# Municipio de Franklin (condado de Lycoming)
El municipio de Franklin  (en inglés: Franklin Township) es un municipio ubicado en el condado de Lycoming en el estado estadounidense de Pensilvania. En el año 2000 tenía una población de 915 habitantes y una densidad poblacional de 14.4 personas por km².

## Geografía
El municipio de Franklin se encuentra ubicado en las coordenadas 41°12′59″N 76°35′30″O / 41.21639, -76.59167.

## Demografía
Según la Oficina del Censo en 2000 los ingresos medios por hogar en la localidad eran de $37,500 y los ingresos medios por familia eran $43,250. Los hombres tenían unos ingresos medios de $29,231 frente a los $21,523 para las mujeres. La renta per cápita para la localidad era de $16,584. Alrededor del 8,7% de la población estaban por debajo del umbral de pobreza.